# Sitneši Mali
Sitneši Mali (szerbül: Ситнеши Мали), település Bosznia-Hercegovinában, Srbac községben, Bosanska krajina területén, a Szerb Köztársaságban. 

## Fekvése
Bosznia-Hercegovina északi részén, Banja Lukától légvonalban 43, közúton 53 km-re északkeletre, községközpontjától légvonalban és közúton 2 km-re délkeletre, a Motajica-hegység és a Povelić-folyó között, 92-100 méteres tengerszint feletti magasságban található. 

## Népessége
| Nemzetiségi csoport | Népesség 1991 | Népesség 2013 |
| ------------------- | ------------- | ------------- |
| Szerb               | 477           | 309           |
| Bosnyák             | 1             | 1             |
| Horvát              | 1             | 2             |
| Jugoszláv           | 5             | 0             |
| Egyéb               | 6             | 38            |
| Összesen            | 490           | 350           |

## Története
A település területe már ősidők óta lakott, ezt bizonyítja, hogy Sitneši területén két késő bronzkori arany függőt találtak. A lelet megtalálásának pontos helye és körülményei ismeretlenek.
A település 1878-ig tartozott az Oszmán Birodalomhoz, ekkor a berlini kongresszus határozata alapján az Osztrák-Magyar Monarchia része lett. 1879-ben az első osztrák-magyar népszámlálás során a Berbiri járáshoz tartozó Sitnež településnek 56 háztartása és 344 ortodox lakosa volt. A monarchia szétesésével 1918-ban előbb a Szerb-Horvát-Szlovén Királyság, majd 1929-től a Jugoszláv Királyság része. Az 1929-es törvény értelmében, amikor Bosznia-Hercegovinát négy banovinára, Drinskára, Vrbaskára, Zetskára és Primorskára osztották, a település a Vrbaska banovina része lett, amelynek székhelye Banja Luka volt Jugoszlávia megszállása után a Független Horvát Állam (NDH) része lett. A második világháború után a település a szocialista Jugoszláviához tartozott. A daytoni békeszerződést követő területfelosztásnál Srbac község részeként a Szerb Köztársaság területéhez került.